# Propriedades residenciais modernistas de Berlim
As Propriedades residenciais modernistas de Berlim são um Patrimônio Mundial da UNESCO, localizadas na Alemanha e inscritas em 2008. Consistem em seis propriedades de alojamento que testemunharam as políticas inovadoras de 1910 a 1933, especialmente durante a República de Weimar. A propriedade é um exemplo excelente do movimento de reforma do edifício que contribuiu a melhorar o alojamento e as condições para pessoas com baixas rendas para aproximações de romance, urbanismo, arquitetura e design do jardim. As propriedades também provêem exemplos excepcionais de novas tipologias urbanas e arquitetônicas, enquanto caracterizando soluções de design, como também inovações técnicas e estéticas.

## Detalhes das propriedades
| Propriedade                                  | Distrito                                    | Construção  | Designer                                             | Arquiteto                                                                              | Fotografia |
| -------------------------------------------- | ------------------------------------------- | ----------- | ---------------------------------------------------- | -------------------------------------------------------------------------------------- | ---------- |
| Gartenstadt Falkenberg (Tuschkastensiedlung) | Bohnsdorf (Treptow-Köpenick)                | 1913 – 1916 | Bruno Taut                                           | Bruno Taut Heinrich Tessenow                                                           |            |
| Siedlung Schillerpark                        | Wedding (Mitte)                             | 1924 – 1930 | Bruno Taut                                           | Bruno Taut Max Taut (Wiederaufbau) Hans Hoffmann (Erweiterung)                         |            |
| Großsiedlung Britz (Hufeisensiedlung)        | Britz (Neukölln)                            | 1925 – 1930 | Bruno Taut                                           | Bruno Taut Martin Wagner                                                               |            |
| Wohnstadt Carl Legien                        | Prenzlauer Berg (Pankow)                    | 1928 – 1930 | Bruno Taut                                           | Bruno Taut Franz Hillinger                                                             |            |
| Weiße Stadt                                  | Reinickendorf (Reinickendorf)               | 1929 – 1931 | Otto Rudolf Salvisberg Martin Wagner (Gesamtleitung) | Otto Rudolf Salvisberg Bruno Ahrends Wilhelm Büning                                    |            |
| Großsiedlung Siemensstadt (Ringsiedlung)     | Charlottenburg (Charlottenburg-Wilmersdorf) | 1929 – 1934 | Hans Scharoun Martin Wagner (Gesamtleitung)          | Hans Scharoun Walter Gropius Otto Bartning Fred Forbat Hugo Häring Paul Rudolf Henning |            |